# Bruno Rodríguez Parrilla
Bruno Eduardo Rodríguez Parrilla (ur. 22 stycznia 1958 w Meksyku) – kubański polityk i dyplomata. Od 2 marca 2009 minister spraw zagranicznych Republiki Kuby.

## Życiorys
Urodził się w Meksyku, gdzie pracował jako inżynier jego ojciec.
Bruno Rodríguez Parrilla ukończył prawo na Uniwersytecie w Hawanie. W czasie studiów wstąpił do Unii Młodych Komunistów (UJC, Unión de Jóvenes Comunistas) i był redaktorem jej gazety Juventud Rebelde.
W 1990 wszedł w skład Komitetu Centralnego Komunistycznej Partii Kuby. W latach 1993–2004 był Stałym Przedstawicielem Kuby przy ONZ w Nowym Jorku. Od 2004 do 2009 zajmował stanowisko wiceministra spraw zagranicznych.
2 marca 2009 Bruno Rodríguez Parrilla został mianowany ministrem spraw zagranicznych przez prezydenta Raúla Castro.

## Ordery i odznaczenia
- Order Księcia Jarosława Mądrego III klasy (Ukraina, 2011)[5]